# Otonycteris hemprichii
Otonycteris hemprichii — вид рукокрилих, родини Лиликові.

## Поширення, поведінка
Країни поширення: Афганістан, Алжир, Єгипет, Іран, Ізраїль, Йорданія, Казахстан, Лівія, Марокко, Нігер, Оман, Катар, Саудівська Аравія, Судан, Сирія, Таджикистан, Туніс, Туреччина, Туркменістан, Об'єднані Арабські Емірати, Узбекистан. Мешкає в пустельних і напівпустельних скелястих місцевостях  з слаборослою рослинністю. Сідала лаштує в тріщинах скель або в конструкціях, створених людиною. 

## Морфологія
Морфометрія. Довжина голови й тіла: 73—81 мм, хвіст довжиною 47—70 мм, довжина передпліччя: 57—67 мм.
Опис. Верх тіла від блідо-піщаного до темно-коричневого; низ зазвичай білуватий. Вуха великі, приблизно 40 мм довжиною. 

## Загрози та охорона
Загрозою є пестициди. Вид імовірно живе в деяких природоохоронних територіях.